# Borislaw Ananiew
Borislaw Ananiew (bulgarisch Борислав Ананиев; * 11. Dezember 1955) ist ein ehemaliger bulgarischer Kanute.

## Erfolge
Borislaw Ananiew gab 1976 in Montreal sein Debüt bei den Olympischen Spielen und startete im Einer-Canadier in zwei Wettbewerben. Über 500 Meter erreichte er nach dritten Plätzen im Vorlauf und im Halbfinale den Endlauf, in dem er als Vierter knapp einen Medaillengewinn verpasste. Mit einem Rückstand von 0,3 Sekunden kam er hinter dem drittplatzierten Matija Ljubek aus Jugoslawien ins Ziel. Auch auf der 1000-Meter-Distanz blieben ihm die Podestplätze verwehrt. Zwar qualifizierte er sich erneut für den Finallauf, beendete diesen aber hinter Tamás Wichmann aus Ungarn ein weiteres Mal auf Rang vier.
Bei den Olympischen Spielen 1980 in Moskau trat er im Zweier-Canadier mit Nikolai Ilkow auf der 500-Meter-Strecke an. Nach Rang vier im Vorlauf qualifizierten sie sich als Sieger des Halbfinals für den Endlauf, den sie nach 1:44,83 Minuten auf dem dritten Platz abschlossen. Nur die siegreichen Ungarn László Foltán und István Vaskuti und die Rumänen Ivan Patzaichin und Petre Capusta waren schneller gewesen: die Ungarn um 1,5 Sekunden, Patzaichin und Capusta um 0,7 Sekunden.
Bereits 1975 gewann Ananiew in Belgrad im Einer-Canadier über 500 Meter die Bronzemedaille bei den Weltmeisterschaften.